# Schlegelia paraensis
Schlegelia paraensis är en tvåhjärtbladig växtart som beskrevs av Adolpho Ducke. Schlegelia paraensis ingår i släktet Schlegelia och familjen Schlegeliaceae. Inga underarter finns listade i Catalogue of Life.